# Abbaye de Mönchröden
L’abbaye de Mönchröden est une ancienne abbaye bénédictine à Mönchröden, un quartier de la ville de Rödental, dans le Land de Bavière et le diocèse de Wurtzbourg.

## Histoire
En 1149, Siegfried von Truhendingen, évêque de Wurtzbourg, confirme la fondation du monastère bénédictin de Mönchröden après que Hermann Sterker, burgrave de Meissen, transfère ses biens au diocèse de Wurtzbourg. L'acte de donation comprend le domaine de Rothine, l'actuel Mönchröden, les villages et hameaux de Plesten, Meilschnitz, Brüx, Boderndorf, Wörlsdorf, Schafhausen, Gnailes, Weimersdorf, Bertelsdorf, Weidach, Oberwasungen, Walbur, Oberlauter oder Unterlauter, Esbach… Hermann Sterker a un frère, le comte Sterker, et un neveu, le fils du frère Hermann von Wolveswach (Wohlsbach). Avec la fondation, la famille ne veut pas fonder son propre monastère, mais veut sécuriser le vogt pendant 30 ans, qui est repris par les comtes de Henneberg (de) après la disparition de la famille fondatrice. Entre 1165 et 1171, l'évêque Herold de Wurtzbourg fait don de l'église abbatiale Sainte-Marie et Sainte-Walburge de Mönchröden à l'abbaye et transfère la paroisse de Gauerstadt (de) à l'abbaye.
L'abbaye épiscopale compte parmi les petits monastères possédant des biens et des droits dans 45 villes de la région de Cobourg et un maximum de 20 moines. À la fin du XIVe siècle, le déclin économique et moral commence à Mönchröden. Les abbés et les moines ont une vie somptueuse dans le style de la noblesse. Le landgrave Guillaume II de Thuringe impose comme nouvel abbé le père Ulrich Wochner qui vient de l'abbaye Saint-Gilles de Nuremberg (de). Wochner (1446-1477) renouvelle l'administration du monastère dans l'esprit de la réforme de Kastl (de) et apporte une nouvelle vie spirituelle. Le monastère récupère économiquement. Le successeur Benoît (1477–1494) continue son apogée et en 1485 assure que l'abbaye fasse partie de la congrégation de Bursfelde. Le  mandat du dernier abbé Nikolaus Hildebrand (1515–1525) se caractérise surtout par d'importantes mesures de construction telles que la construction du réfectoire et la rénovation de la prélature. Le monastère survit à la guerre des Paysans allemands sans être détruit. En mai 1525, certains frères de l'abbaye franciscaine de Cobourg (de), fermé le même mois à la suite de la Réforme, s'installent dans l'abbaye de Mönchröden.
En raison de la Réforme, le couvent n'élit pas un nouvel abbé en 1526. Veit Haff, membre de l'ordre, est nommé administrateur et chef du monastère. Il devient indépendant et se marie à Cobourg. La dissolution officielle a lieu en 1531. En juin, l'acquisition étatique de l'abbaye se fait et en octobre, le moine bénédictin Valentin Mullner est nommé nouvel administrateur. Après la mort de Mullner en 1538, il est transféré dans un "bureau abbatial" princier. Les deux derniers membres de l'ordre décèdent en 1540 ou 1541.

## Bâtiments
Réfectoire

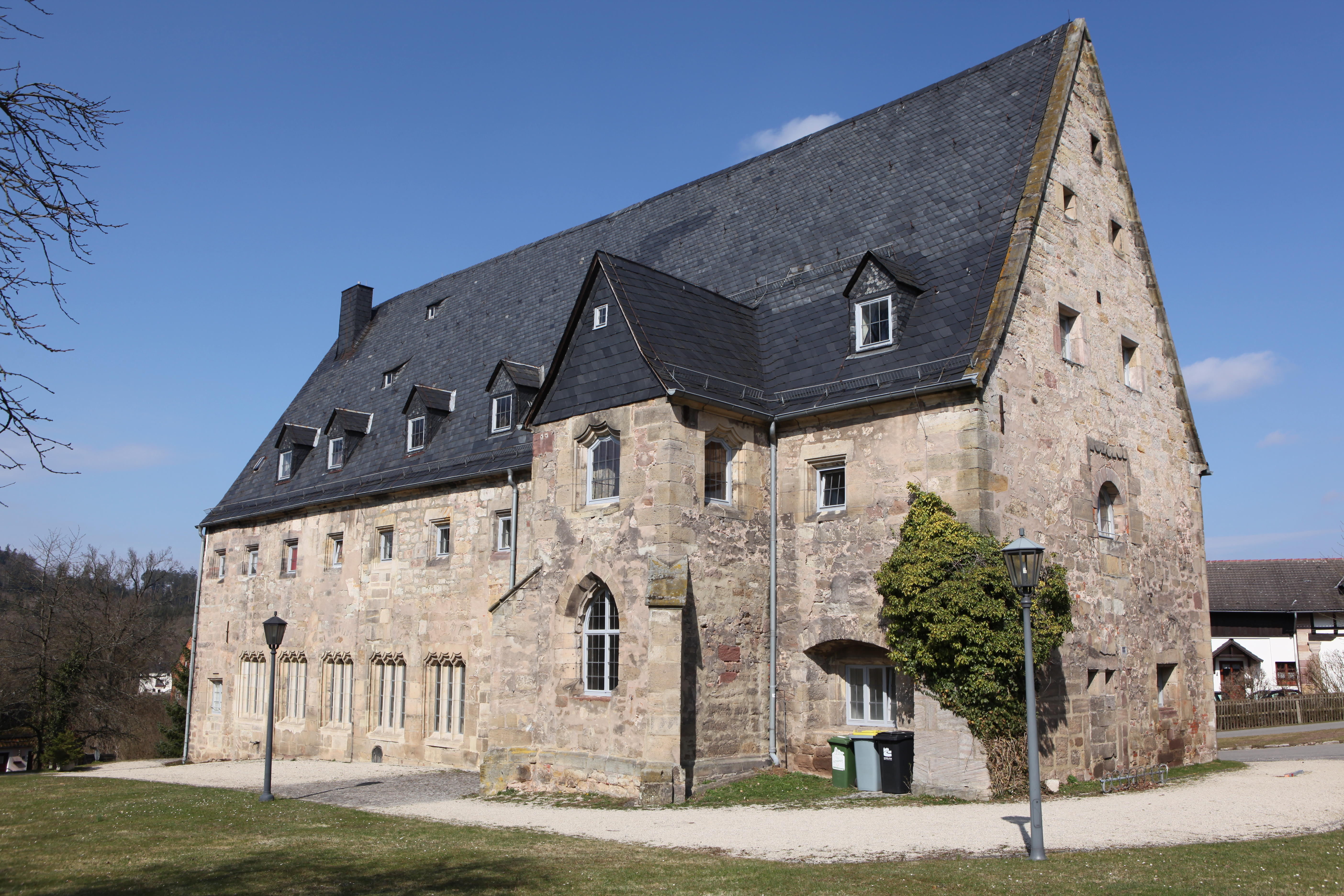
Le réfectoire

Le réfectoire est construit en 1516 comme maison de séjour et de restauration pour les moines. Le bâtiment allongé de style gothique tardif a un sous-sol, deux étages et un toit à pignon raide. La façade est constituée de blocs massifs de grès coloré. Après la dissolution du monastère, il sert de bâtiment économique et depuis 1980 comme salle paroissiale évangélique.
Église abbatiale
L'ancienne église abbatiale, église évangélique luthérienne depuis 1971, est reconstruite dans le style gothique tardif au XVe siècle et se caractérise par un chœur rétracté avec une voûte en étoile, une voûte nervurée dans la nef et un clocheton à la place d'un clocher. Trois pierres tombales du chœur commémorent les abbés Henri de Cobourg (1343–1367), Johann von Schönstadt (1405–1435) et Ulrich Wochner. Pendant la guerre de Trente Ans, l'église est gravement endommagée par le feu. En 1788, on rénove avec un raccourcissement de la nef, l'installation d'une galerie et d'une chaire à deux étages ainsi que de l'orgue par le facteur d'orgue de Haute-Franconie Johann Andreas Hofmann de Neustadt bei Coburg.
Prélature

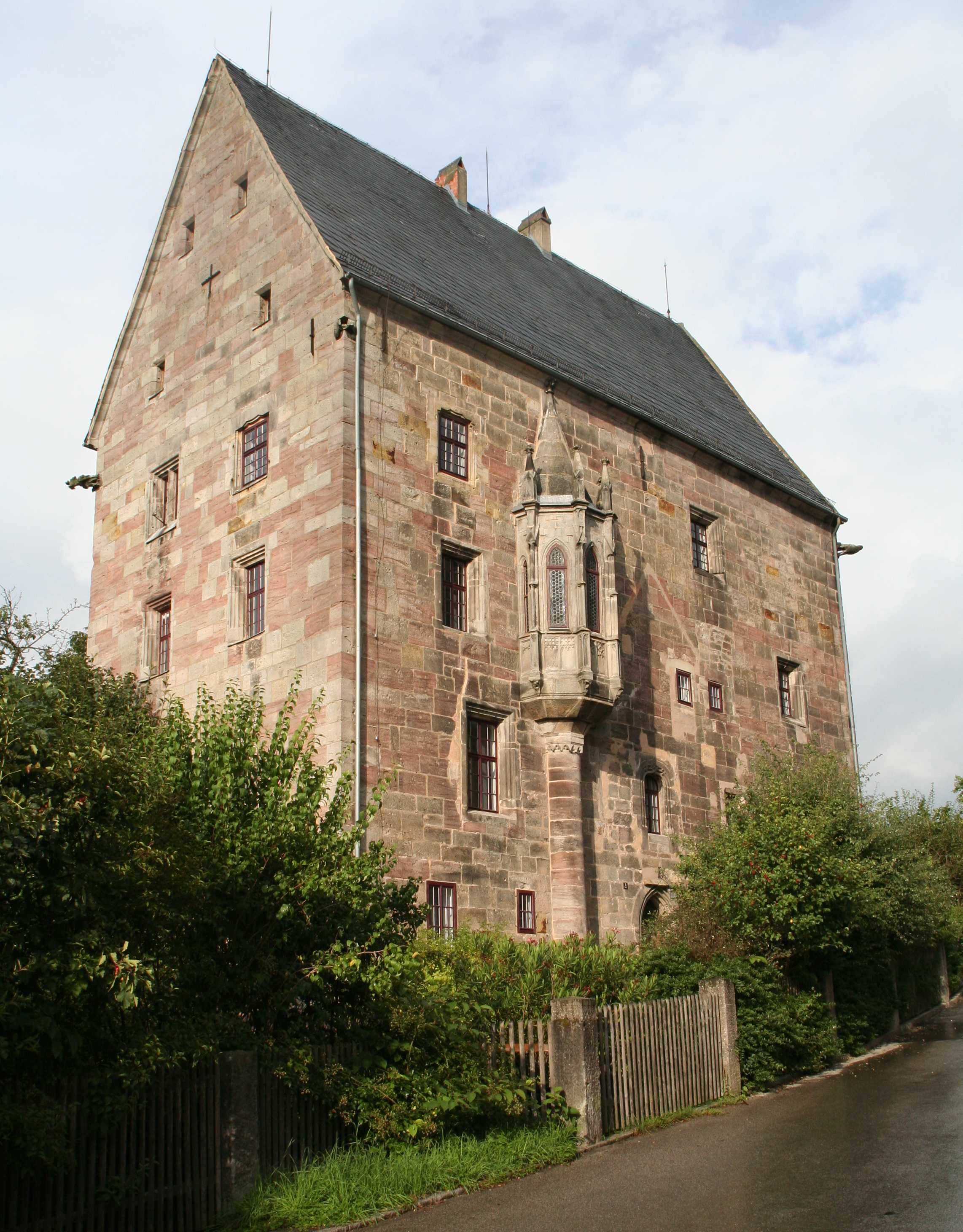
La prélature

La prélature ou la maison haute est probablement du XIIe siècle ou XIIIe siècle pour l'abbé en dehors du monastère. Au début du XVIe siècle, un incendie fait suite à une refonte qui s'achève en 1521 avec une augmentation du style gothique tardif. Le bâtiment d'environ 24 mètres de haut a un sous-sol, a quatre étages et un toit à pignon raide avec deux niveaux intermédiaires. Il y a des voûtes en berceau au sous-sol, des voûtes croisées au rez-de-chaussée et au premier étage à la place des anciens plafonds à poutres. Les plafonds supérieurs sont des constructions à poutres en bois qui sont d'origine. La façade du bâtiment se compose de blocs de grès de couleur dure locale avec des ouvertures de fenêtre irrégulières. Elle est ornée, entre autres, d'ornements de style gothique tardif sous la forme de figures en vrilles de pierre et de feuilles et d'une baie vitrée. L'oriel gothique tardif aux riches ornements extérieurs et intérieurs a été modernisé lors de la rénovation du premier quart du XVIe siècle. La maison de l'abbé et le réfectoire étaient autrefois reliés par une passerelle en bois au premier étage.
Après la dissolution du monastère, il sert de maison d'administrateur et à partir de 1912 de presbytère. Après 1946, des appartements supplémentaires pour les réfugiés sont installés. Dans les années 1980, l'inventaire est sécurisé et la disposition d'origine est largement restaurée.